# General der Flakwaffe
General der Flakwaffe was een functie in de Duitse Luftwaffe tijden de Tweede Wereldoorlog. In september 1941 werd deze gevormd door de naamsverandering van de Inspektion der Flakartillerie (vrije vertaling: inspectie van de Luchtafweerartillerie). Het maakte onderdeel uit van het Oberkommando der Luftwaffe (OKL). Op 28 maart 1945 volgde een naamsverandering in Kommandierender General der Flakausbildung (vrije vertaling: Bevelvoerend-generaal van de Luchtafweeropleiding).
In deze functie diende de volgende generaals der Luchtafweerartillerie:
| Naam                | Begin | Eind                          | Opmerking                                                               |
| ------------------- | --- | ----------------------------- | ----------------------------------------------------------------------- |
| Walther von Axthelm | 12 januari 1942 (mit der Wahrnehmung der Geschäfte beauftragt (m.d.W.d.G.b.)) (vrije vertaling: met de waarneming van de functie belast), vanaf 8 mei 1942 definitieve benoeming. | 28 maart 1945 - 31 maart 1945 | Op 31 maart 1945 benoemd tot Kommandierender General der Flakausbildung |
| Wolfgang Pickert    | 20 maart 1945 | 8 mei 1945                    |                                                                         |